# فردریک آرنو
فردریک برنار ژان اتیِن آرنو (فرانسوی: Frédéric Bernard Jean Étienne Arnault‎; تلفظ در فرانسوی: [fʁedeʁik aʁno]، زادهٔ ۱۰ نوامبر ۱۹۹۵) تاجر فرانسوی است که از سال ۲۰۲۴ مدیر عامل ال و ام هاش بوده است.

## اوایل زندگی
آرنو زادهٔ ۱۰ نوامبر ۱۹۹۵ در نویی-سور-سن، فرانسه و دومین پسر برنار آرنو و همسر دوم او، پیانیست فرانسوی-کانادایی، اِلن مرسیه است. برادر بزرگتر او، الکساندر آرنو (زادهٔ ۱۹۹۲)، رئیس تیفانی اند کو. در نیویورک است و برادر کوچکترش، ژان آرنو (زادهٔ ۱۹۹۸) در بخش ساعت لویی ویتون مشغول به کار است.

## حرفه
آرنو کار خود را در سال ۲۰۱۷ در ال و ام هاش آغاز کرد. ابتدا به عنوان رئیس بخش فناوری‌های مرتبط مشغول به کار شد و سپس به سمت مدیر استراتژی و دیجیتال منصوب گردید. در سال ۲۰۲۰ به عنوان مدیر عامل اجرایی این برند منصوب شد. تجربه‌های پیشین او شامل کار به عنوان پارامدیک ارشد در دوران تحصیل و همچنین کارآموزی در مکینزی اند کامپنی و فیس‌بوک می‌شود.